# Congkrang (Muntilan)
Congkrang is een bestuurslaag in het regentschap Magelang van de provincie Midden-Java, Indonesië. Congkrang telt 2889 inwoners (volkstelling 2010).